# All You Need Is Love (nummer)

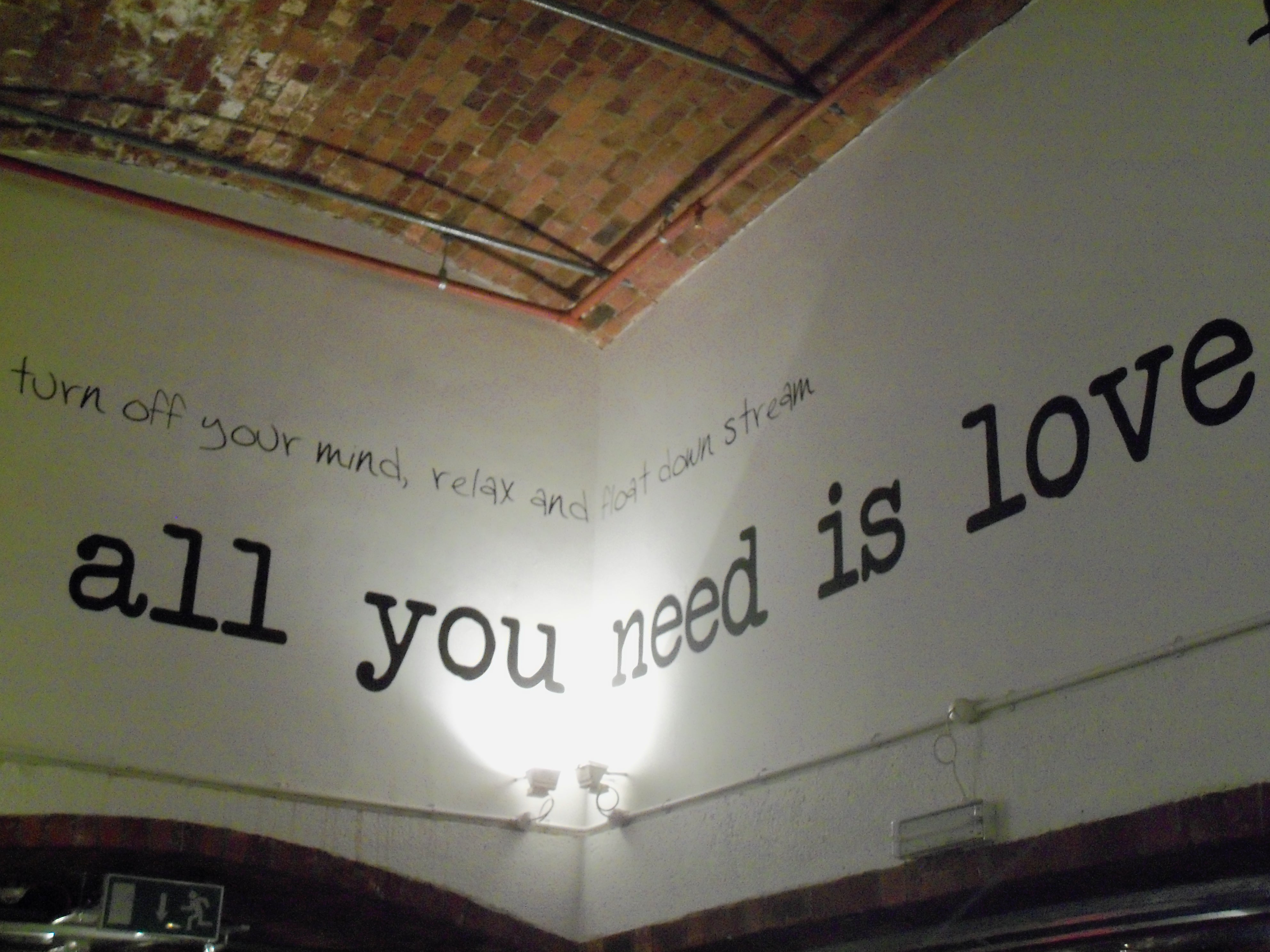
Muurschildering in het Beatles Story museum

All You Need Is Love is een lied van The Beatles geschreven door John Lennon (alhoewel het zoals gebruikelijk toegeschreven wordt aan Lennon-McCartney).
Dit lied werd speciaal geschreven voor het rechtstreekse, internationaal uitgezonden televisieprogramma Our World op 25 juni 1967.
Dit was het eerste rechtstreekse programma dat via de satelliet werd uitgezonden, en wel in 26 landen.
Het toonde beelden uit verschillende landen en er werd ook een bezoek gebracht aan de studio waarin de Beatles op dat moment bezig waren een nieuwe opname te maken.
Het programma trok 350 miljoen kijkers.
Het nummer wordt in Nederland gebruikt als titelsong voor het gelijknamige tv-programma van Robert ten Brink, waarin geliefden weer bij elkaar worden gebracht.
All You Need Is Love begint met de eerste maten van La Marseillaise, ongetwijfeld om de televisiekijkers (en vooral de Fransen) te verrassen. Aan het slot tijdens de fade-out zingt Paul McCartney een paar regels uit She Loves You.
Het lied werd in juli 1967 op single uitgebracht en werd een wereldwijde nummer 1-hit.
Het is terug te vinden op de Amerikaanse versie van het album Magical Mystery Tour en ook op het (wereldwijd verschenen) album Yellow Submarine.
Als achtergrondzangers fungeren onder meer Mick Jagger en Keith Richards van de Stones.

## Hitnotering
| All You Need Is Love in de Nederlandse Top 40 - binnen: 15-07-1967 | All You Need Is Love in de Nederlandse Top 40 - binnen: 15-07-1967 | All You Need Is Love in de Nederlandse Top 40 - binnen: 15-07-1967 | All You Need Is Love in de Nederlandse Top 40 - binnen: 15-07-1967 | All You Need Is Love in de Nederlandse Top 40 - binnen: 15-07-1967 | All You Need Is Love in de Nederlandse Top 40 - binnen: 15-07-1967 | All You Need Is Love in de Nederlandse Top 40 - binnen: 15-07-1967 | All You Need Is Love in de Nederlandse Top 40 - binnen: 15-07-1967 | All You Need Is Love in de Nederlandse Top 40 - binnen: 15-07-1967 | All You Need Is Love in de Nederlandse Top 40 - binnen: 15-07-1967 | All You Need Is Love in de Nederlandse Top 40 - binnen: 15-07-1967 | All You Need Is Love in de Nederlandse Top 40 - binnen: 15-07-1967 | All You Need Is Love in de Nederlandse Top 40 - binnen: 15-07-1967 | All You Need Is Love in de Nederlandse Top 40 - binnen: 15-07-1967 | All You Need Is Love in de Nederlandse Top 40 - binnen: 15-07-1967 |
| Week                                                               | 1                                                                  | 2                                                                  | 3                                                                  | 4                                                                  | 5                                                                  | 6                                                                  | 7                                                                  | 8                                                                  | 9                                                                  | 10                                                                 | 11                                                                 | 12                                                                 | 13                                                                 |                                                                    |
| ------------------------------------------------------------------ | ------------------------------------------------------------------ | ------------------------------------------------------------------ | ------------------------------------------------------------------ | ------------------------------------------------------------------ | ------------------------------------------------------------------ | ------------------------------------------------------------------ | ------------------------------------------------------------------ | ------------------------------------------------------------------ | ------------------------------------------------------------------ | ------------------------------------------------------------------ | ------------------------------------------------------------------ | ------------------------------------------------------------------ | ------------------------------------------------------------------ | ------------------------------------------------------------------ |
| Nummer                                                             | 2                                                                  | 1                                                                  | 1                                                                  | 1                                                                  | 2                                                                  | 2                                                                  | 3                                                                  | 3                                                                  | 6                                                                  | 9                                                                  | 14                                                                 | 20                                                                 | 32                                                                 | uit                                                                |

### NPO Radio 2 Top 2000
All You Need Is Love staat vanaf het begin in 1999 genoteerd in de Radio 2 Top 2000. Dat jaar behaalde het nummer ook zijn hoogste positie tot nu toe, 213. In 2012 verdween het nummer uit de lijst, maar in 2013 kwam het opnieuw binnen.

| Nummer met noteringen in de NPO Radio 2 Top 2000 | '99 | '00 | '01 | '02 | '03 | '04 | '05 | '06 | '07 | '08 | '09 | '10 | '11 | '12 | '13  | '14  | '15 | '16 | '17  | '18  | '19  | '20  | '21  | '22  | '23  | '24  |
| ------------------------------------------------ | --- | --- | --- | --- | --- | --- | --- | --- | --- | --- | --- | --- | --- | --- | ---- | ---- | --- | --- | ---- | ---- | ---- | ---- | ---- | ---- | ---- | ---- |
| All You Need Is Love                             | 213 | 332 | 492 | 608 | 545 | 377 | 249 | 476 | 379 | 392 | 560 | 596 | 688 | -   | 1459 | 1159 | 698 | 822 | 1205 | 1153 | 1154 | 1301 | 1296 | 1458 | 1345 | 1585 |

1. ↑  Een '-' betekent dat het nummer niet was genoteerd en een vetgedrukt getal geeft de hoogste notering aan.